# Octavia Spencer
Octavia Spencer   (Montgomery, 25 de maig de 1970) és una actriu, directora, productora i guionista estatunidenca de cinema i televisió. Guanyadora d'un Premi Oscar, un Globus d'Or, un BAFTA i un Premi del Sindicat d'Actors.
Ha participat en pel·lícules com Coach Carter (2005), Premi (2006), The Help (2011) i Hidden Figures (2016). També ha participat en diversos capítols de la versió nord-americana de Ugly Betty el 2007.

## Biografia
Octavia Spencer va néixer a Montgomery, Alabama, la qual cosa ella considera com l'epicentre del "cinturó de la bíblia" dels Estats Units, va viure a Costa Rica 2 anys. És la sisena d'un total de set germans. Va anar i es va graduar en la Auburn University, situada en el municipi de Auburn.
El seu debut al cinema es va produir amb A Time to Kill (1996), basada en la novel·la de títol homònim escrita per John Grisham. Va aconseguir aparèixer en la pel·lícula després de preguntar-li al director, Joel Schumacher, si podria fer una audició per a un petit paper; finalment va interpretar a la infermera del personatge interpretat per Sandra Bullock, Ellen Roark. Posteriorment ha tornat a treballar amb la oscaritzada actriu en dues ocasions, en el curtmetratge Making Sandwiches (1998), dirigit per Bullock i presentat en el Festival de Cinema de Sundance, i en Miss Congeniality 2: Armed and Fabulous (2005).
Més tard intervindria breument en episodis de sèries de televisió com ER (1998), Chicago Hope (1999), Expedient X (1999), Malcolm in the Middle (2000), Médium (2005) o CSI: Crime Scene Investigation (2008). També aconseguiria personatges més extensos en produccions televisives com City of Angels (2000), The Chronicle (2002), Ugly Betty (2007), donant vida a Constance Grady, i en la sèrie de Disney Channel Wizards of Waverly Plau (2007). Entre les seves intervencions en cinema es troben les comèdies Blue Streak (1999) i Big Momma's House (2000), i els drames Bad Santa (2003) i Coach Carter (2005), protagonitzat per Samuel L. Jackson." El 2009 va estar en Halloween II" en el qual va interpretar a una infermera assassinada per Michael Myers.
Va dirigir, va escriure i va produir el curtmetratge The Unforgiving Minute el 2010, narrat per Viola Davis. El 2011 va arribar el seu primer personatge rellevant al cinema amb el drama The Help, on va compartir protagonisme amb Viola Davis i Emma Stone. La seva interpretació de Minny Jackson li va suposar bons comentaris per part de la premsa cinematogràfica, veient en ella una possible candidata en la temporada de premis. Finalment va guanyar en la categoria de «millor actriu secundària» en els Premis Oscar, Premis BAFTA, Globus d'Or i en els Premis del Sindicat d'Actors. La pel·lícula va sumar, només als Estats Units, més de 169 milions de dòlars, convertint-se així en el mės gran èxit comercial de la seva filmografia.
L'octubre de 2011 es va confirmar que Spencer es va unir al repartiment del nou projecte de la guionista Diable Cody en el seu debut com a directora, titulat Lamb of God.
El 2013, va interpretar Regina en la sèrie original de CBS, Mom i surt en la pel·lícula surcoreana-estatudinenca Snowpiercer.
El 2020 protagonitza la sèrie de Netflix «Self Made: Inspired by the Life of Madam CJ Walker».

## Filmografia

### Cinema
| Any  | Pel·lícula                                                                         | Personatge                   | Director                      | Notes |
| ---- | ---------------------------------------------------------------------------------- | ---------------------------- | ----------------------------- | --- |
| 1981 | Halloween II                                                                       | Infermera                    |                               | |
| 1996 | A Time to Kill                                                                     | Infermera Roark              |                               | |
| 1997 | The 6th Man                                                                        | Nativity Watson              |                               | |
| 1997 | Sparkler                                                                           | Wanda                        |                               | |
| 1999 | Never Been Kissed                                                                  | Cynthia                      |                               | |
| 1999 | Being John Malkovich                                                               | Dona a l'ascensor            |                               | |
| 1999 | Blue Streak                                                                        | Shawna                       |                               | |
| 2000 | The Sky Is Falling                                                                 | Infermera No. 2              |                               | |
| 2000 | Everything Put Together                                                            | Infermera B                  |                               | |
| 2000 | American Virgin                                                                    | Agnes Large                  |                               | |
| 2000 | What Planet Are You From?                                                          | Infermera                    |                               | |
| 2000 | Auto Motives                                                                       | Rhonda                       |                               | |
| 2000 | Big Momma's House                                                                  | Twila                        |                               | |
| 2000 | Four Dogs Playing Poker                                                            | Cambrera                     |                               | |
| 2001 | Sol Goode                                                                          | Dona de l'oficina de treball |                               | |
| 2001 | The Journeyman                                                                     | Black Belly                  |                               | |
| 2002 | Spider-Man                                                                         | Noia a la recepció           |                               | |
| 2003 | Legally Blonde 2: Red, White & Blonde                                              | Guarda de seguretat          |                               | |
| 2003 | Els homes de Harrelson (S.W.A.T.)                                                  | Veïna                        |                               | |
| 2003 | Chicken Party                                                                      | Laqueta Mills                |                               | |
| 2003 | Bad Santa                                                                          | Opal                         |                               | |
| 2004 | Win a Date with Tad Hamilton!                                                      | Janine                       |                               | |
| 2004 | Breakin' All the Rules                                                             | Estilista                    |                               | |
| 2005 | Coach Carter                                                                       | Mrs. Battle                  |                               | |
| 2005 | Pretty Persuasion                                                                  | Dona                         |                               | |
| 2005 | Marilyn Hotchkiss' Ballroom Dancing and Charm School                               | Ayisha Lebaron               |                               | |
| 2005 | Miss agent especial 2: Armada i fabulosa (Miss Congeniality 2: Armed and Fabulous) | Octavia – Bookstore          |                               | |
| 2005 | Beauty Shop                                                                        | Big Customer                 |                               | |
| 2005 | Wannabe                                                                            | Lady Chanet Janney Jones     |                               | |
| 2006 | Pulse                                                                              | Landlady                     |                               | |
| 2007 | The Nines                                                                          | Streetwalker                 |                               | |
| 2008 | Next of Kin                                                                        | Grace                        |                               | |
| 2008 | Pretty Ugly People                                                                 | Mary                         |                               | |
| 2008 | The Spleenectomy                                                                   | Infermera                    |                               | |
| 2008 | Seven Pounds                                                                       | Kate                         |                               | |
| 2009 | The First Time                                                                     | Mrs. Hambrick                |                               | |
| 2009 | Drag Me to Hell                                                                    | Treballadora Banc No. 1      |                               | |
| 2009 | Jesus People: The Movie                                                            | Angel Angelique              |                               | |
| 2009 | The Soloist                                                                        | Dona amb problemes           |                               | |
| 2009 | Just Peck                                                                          | Professora                   |                               | |
| 2009 | Halloween II                                                                       | Infermera Daniels            |                               | |
| 2009 | Herpes Boy                                                                         | Rochelle                     |                               | |
| 2009 | Small Town Saturday Night                                                          | Rhonda Dooley                |                               | |
| 2010 | Dinner for Schmucks                                                                | Madame Nora                  |                               | |
| 2011 | The Help                                                                           | Minny Jackson                | Tate Taylor                   | Oscar a la millor actriu secundària, Globus d'Or a la millor actriu secundària, BAFTA a la millor actriu secundària, Premi del Sindicat d'actors a la millor actriu secundària |
| 2011 | Peep World                                                                         | Allison                      |                               | |
| 2011 | Flypaper                                                                           | Madge Wiggins                |                               | |
| 2012 | Smashed                                                                            | Jenny                        | James Ponsoldt                | |
| 2013 | Fruitvale Station                                                                  | Wanda                        |                               | |
| 2013 | Snowpiercer                                                                        | Tanya                        | Bong Joon-ho, Kelly Masterson | |
| 2013 | Paradise                                                                           | Loray                        |                               | |
| 2014 | Get On Up                                                                          | Tia Honey Washington         |                               | |
| 2014 | The Great Gilly Hopkins                                                            |                              |                               | |
| 2015 | Black or White                                                                     | Rowena Jeffers               |                               | |
| 2015 | The Divergent Series: Insurgent                                                    | Johanna Reyes                |                               | |
| 2015 | B.O.O.: Bureau of Otherworldly Operations                                          | Capitana Book (veu)          |                               | |
| 2015 | Fathers and Daughters                                                              |                              |                               | |
| 2016 | The Divergent Series: Allegiant                                                    | Johanna Reyes                |                               | |
| 2016 | Gifted                                                                             | Roberta Taylor               |                               | |
| 2016 | Zootopia                                                                           | Mrs. Otterton                |                               | veu |
| 2016 | Hidden Figures                                                                     | Dorothy Vaughn               |                               | |
| 2017 | The Shack                                                                          | Papa                         |                               | |
| 2017 | Small Town Crime                                                                   | Kelly Banks                  |                               | També productora executiva |
| 2017 | Gifted                                                                             | Roberta Taylor               |                               | |
| 2017 | The Shape of Water                                                                 | Zelda                        |                               | |
| 2018 | A Kid Like Jake                                                                    | Judith "Judy" Lawson         | Silas Howard                  | |
| 2018 | Green Book                                                                         | N/D                          | Peter Farrelly                | Productor executiu |
| 2018 | Instant Family                                                                     | Karen                        | Sean Anders                   | |
| 2019 | Luce                                                                               | Harriet Wilson               | Julius Onah                   | |
| 2019 | Ma                                                                                 | Sue Ann "Ma" Ellington       | Tate Taylor                   | |
| 2020 | Dolittle                                                                           | Dab-Dab (veu)                | Stephen Gaghan                | Post-producció |
| 2020 | Onward                                                                             | Manracore (veu)              | Dan Scanlon                   | En producció |
| 2020 | The Witches                                                                        | N/S                          | Robert Zemeckis               | Post-producció |

### Televisió
| Any          |  | Projecte                                           | Personatge                    | Notes                        |
| ------------ |  | -------------------------------------------------- | ----------------------------- | ---------------------------- |
| 1998         |  | ER                                                 | Maria Jones                   | 5 temporada, episodi 7       |
| 1999         |  | Lansky                                             | Evelyn the Maid               | Telefilm                     |
| 1999         |  | The X-Files                                        | Infermera                     | 7 temporada, episodi 4       |
| 2000         |  | Malcolm in the Middle                              | Caixera                       | 2 temporada, episodi 9       |
| 2000         |  | Missing Pieces                                     | Convidada                     | Telefilm                     |
| 2001         |  | Follow the Stars Home                              | Hildy                         | Telefilm                     |
| 2002         |  | Little John                                        | Cambrera                      | Pel·lícula per la televisió  |
| 2006–07      |  | The Minor Accomplishments of Jackie Woodman        | Cheryl / Guàrdia de seguretat | 4 episodis                   |
| 2007         |  | Halfway Home                                       | Serenity Johnson              | 10 episodis                  |
| 2007         |  | Ugly Betty                                         | Constance Grady               | 5 episodis                   |
| 2008         |  | The Big Bang Theory                                | Empleada DMV                  | 2 temporada, episodi 5       |
| 2008         |  | Wizards of Waverly Place                           | Dr. Evilini                   | 2 episodis                   |
| 2009         |  | Dollhouse                                          | Profesora Jackie              | 1 episodi                    |
| 2009         |  | Raising the Bar                                    | Arvina Watkins                | 5 episodis                   |
| 2010         |  | Hawthorne                                          | Emily Thomkins                | 2 temporada, episodi 4       |
| 2013         |  | 30 Rock                                            | Ella mateixa                  | Sèrie; 1 episodi             |
| 2013         |  | Call Me Crazy: A Five Film                         | Dr. Nance                     | Telefilm                     |
| 2013–present |  | Mom                                                | Regina                        | 8 episodis; paper recurrent  |
| 2014–15      |  | Red Band Society                                   | Infermera Dena Jackson        | 13 episodis; paper principal |
| 2015         |  | Drunk History                                      | Harriet Tubman                | Episodi: "Spies"             |
| 2020         |  | Self Made: Inspired by the Life of Madam CJ Walker | Madam CJ Walker               | 13 episodis, protagonista.   |

## Premis i nominacions

### Oscar
| Any  | Categoria                           | Pel·lícula         | Resultat    |
| ---- | ----------------------------------- | ------------------ | ----------- |
| 2011 | Oscar a la millor actriu secundària | The Help           | guanyadora} |
| 2016 | Oscar a la millor actriu secundària | Hidden Figures     | Nominada    |
| 2017 | Oscar a la millor actriu secundària | The Shape of Water | Nominada    |

### Globus d'Or
| Any  | Categoria                                 | Pel·lícula         | Resultat    |
| ---- | ----------------------------------------- | ------------------ | ----------- |
| 2011 | Globus d'Or a la millor actriu secundària | The Help           | guanyadora} |
| 2016 | Globus d'Or a la millor actriu secundària | Hidden Figures     | Nominada    |
| 2017 | Globus d'Or a la millor actriu secundària | The Shape of Water | Nominada    |

### BAFTA
| Any  | Categoria                           | Pel·lícula         | Resultat    |
| ---- | ----------------------------------- | ------------------ | ----------- |
| 2011 | BAFTA a la millor actriu secundària | The Help           | guanyadora} |
| 2017 | BAFTA a la millor actriu secundària | The Shape of Water | Nominada    |

### Sindicat d'actors
| Any  | Categoria                                                 | Pel·lícula     | Resultat    |
| ---- | --------------------------------------------------------- | -------------- | ----------- |
| 2011 | Premi del Sindicat d'actors al millor repartiment         | The Help       | guanyadora} |
| 2011 | Premi del Sindicat d'actors a la millor actriu secundària | The Help       | guanyadora} |
| 2016 | Premi del Sindicat d'actors al millor repartiment         | Hidden Figures | guanyadora} |
| 2016 | Premi del Sindicat d'actors a la millor actriu secundària | Hidden Figures | Nominada    |

### Satellite
| Any  | Categoria                                       | Pel·lícula     | Resultat    |
| ---- | ----------------------------------------------- | -------------- | ----------- |
| 2011 | Millor repartiment                              | The Help       | guanyadora} |
| 2011 | Satellite a la millor actriu secundària - drama | The Help       | Nominada    |
| 2016 | Satellite a la millor actriu secundària - drama | Hidden Figures | Nominada    |
| 2016 | Millor repartiment                              | Hidden Figures | guanyadora} |